# Мамлюкско-кыпчакский язык

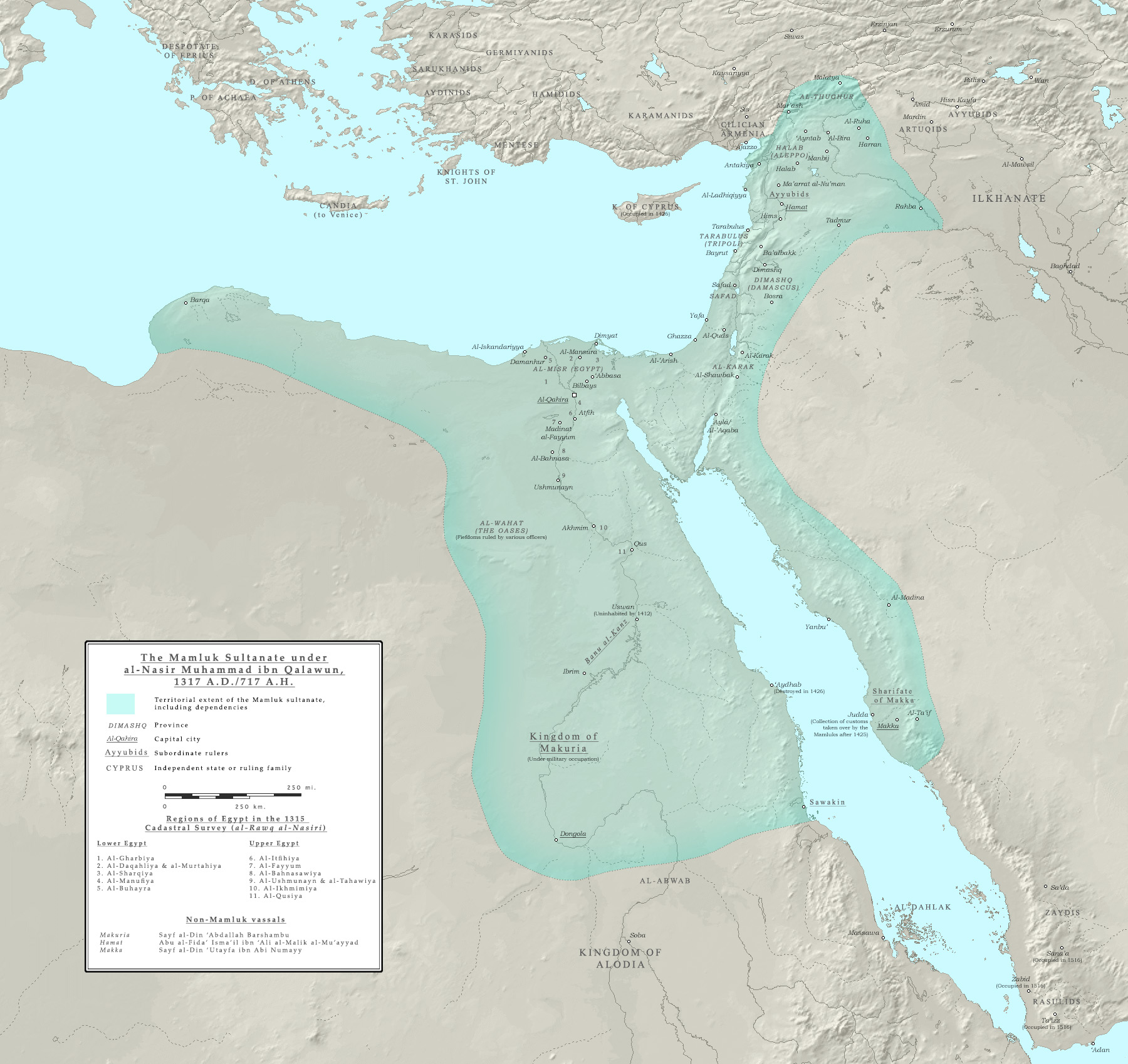
Мамлюкский султанат в 1317 году.

Мамлю́кско-кыпча́кский язы́к — язык из кыпчакской группы тюркских языков (половецко-кыпчакская подгруппа). Использовался в Египте и Сирии в XIII—XV веках в основном в качестве койне среди мамлюков и арабских чиновников и купцов, а также в качестве литературного языка. Пользовался арабской письменностью.
Иначе именуется кипчакско-огузским, золотоордынско-египетским (Э. Н. Наджип), кипчакским письменным или мамелюкско-египетским Й-языком. В арабской литературе той эпохи именуется просто тюркским языком (араб. اللغة التركية‎ — эль-лу́гат эт-турки́я).
Мамлюкско-кыпчакский литературный язык сложился в Средние века на территории Восточной Европы и Северной Африки (Египет) на основе кыпчакских и огузских диалектов из тюркской группы языков. В лексике и грамматике этого языка преобладали туркменские элементы, во многом он соответствовал смешанному золотоордынскому языку того периода. Даже после того, как тюрки Бахриты были свергнуты черкесами Бурджитами, мамлюкско-кыпчакский язык не перестал быть военной лингва франкой. Именно в период правления черкесской династии мамлюкская литература достигла своего наивысшего расцвета.
Мамлюкско-кыпчакский язык входит, наряду с кумыкским, карачаево-балкарским, крымскотатарским, в половецко-кыпчакскую группу кыпчакских языков. По мнению известного тюрколога Эдхяма Тенишева, он схож с современными языками из северо-кыпчакской группы.